# Tunguska (přítok Amuru)
Tunguska nebo počeštěně Tunguzka  (rusky Тунгуска) je řeka v Chabarovském kraji ve východním Rusku. Od soutoku zdrojnic je 86 km dlouhá. Povodí má rozlohu 30 200 km².

## Průběh toku
Vzniká soutokem řek Urmi (dlouhá 458 km) a Kur (dlouhá 434 km). Teče Dolnoamurskou nížinou a vlévá se zleva do Amuru.

## Vodní stav
Zdrojem vody jsou převážně dešťové srážky. Průměrný roční průtok vody ve vzdálenosti 37 km od ústí činí 380 m³/s, největší dosahuje 5100 m³/s a nejmenší 7,25 m³/s. Zamrzá v listopadu a rozmrzá v dubnu.

## Využití
Řeka je splavná do vesnice Nikolajevka a je na ní rozvinutá pravidelná vodní doprava. Na pravém břehu leží vesnice Voločajevka Vtoraja.